# Chandrapur (distrikt)

Distriktets läge i Maharashtra.

Chandrapur är ett distrikt i centrala Indien, och är beläget i delstaten Maharashtras östra del. Befolkningen uppgick till 2 071 101 invånare vid folkräkningen 2001, på en yta av 11 443 kvadratkilometer. Den administrativa huvudorten är Chandrapur. 

## Administrativ indelning
Distriktet är indelat i fjorton tehsil (en kommunliknande enhet):
- Ballarpur
- Bhadravati
- Brahmapuri
- Chandrapur
- Chimur
- Gondpipri
- Korpana
- Mul
- Nagbhir
- Pombhurna
- Rajura
- Sawali
- Sindewahi
- Warora

## Städer
Distriktets städer är Chandrapur, distriktets huvudort, samt: 
- Ballarpur, Bhadravati, Brahmapuri, Chandur, Durgapur, Ghugus, Kondumal, Mul, Nakoda, Rajura, Sasti, Shivaji Nagar och Warora